# Wilhelmine Ehrhardt

Wilhelmine Ehrhardt mit ihrem Mann Gustav bei der 160 Kilometer langen Wettfahrt von Nürnberg nach Kitzingen am 24. Juni 1900

Wilhelmine Ehrhardt, geb. Wilhelmine Friederika Huthsteiner (* 23. August 1866 in Düsseldorf; gest. 23. Februar 1945 in Pforzheim) war die Gattin des Fabrikleiters der Fahrzeugfabrik Eisenach, Gustav Ehrhardt und Automobilpionierin. Sie ist eine der ersten Frauen Deutschlands, die sich aktiv für das Automobil begeistern ließen.

## Leben
In Eisenach galt Wilhelmine Ehrhardt(-Huthsteiner) als Vorbild der ersten deutschen Frauenbewegung. Anfang der 1880er Jahre lernte sie den deutschen Automobilpionier Gustav Ehrhardt in Düsseldorf kennen und lieben. Das Paar heiratete im April 1889 in Pittsburgh in den Vereinigten Staaten, wo mehrere Geschwister Wilhelmines lebten und wohin der Schwiegervater Heinrich Ehrhardt seinen Sohn zum Studium und zur Fortbildung geschickt hatte. Seine Aufgabe war, Informationen über die technischen Fortschritte der Vereinigten Staaten im Automobilbau zu sammeln. In den folgenden Jahren gebar Wilhelmine ihre drei Kinder Harry, Marie und Henry. Auf Forderung Heinrich Erhardts verließ die Familie die Vereinigten Staaten 1896 und kehrte zurück nach Eisenach, damit Gustav die Position des Fabrikleiters im Eisenacher Automobilwerk einnehmen konnte.
Wilhelmine zeigte bereits früh Interesse an der Arbeit ihres Mannes und begleitete ihn auf Automobilausstellungen nach München und Berlin. Auf diesen Ausstellungen erklärte sie den männlichen Besuchern den Wartburg-Motorwagen und fuhr diesen zu Darstellungszwecken selbstständig. Diese Vorführungen waren eine Sensation in der damaligen Zeit, da Wilhelmine die erste Frau war, die dem Mann erklärte, wie technische Erfindungen funktionieren. Ihr Schwiegervater Heinrich Ehrhardt, der einstige Gründer der Fahrzeugfabrik Eisenach, war dem provokanten Verhalten Wilhelmines abgeneigt. Seinen Vorstellungen entsprechend hatte eine Frau nicht aus der alltäglichen Norm auszubrechen. Zudem hatte er Angst, dass Wilhelmines Handlungen den Familiennamen beflecken könnten. Wilhelmine jedoch ließ sich nicht einschüchtern und lebte ihre für die damalige Zeit untypischen Interessen weiterhin aus. Sie ging sogar so weit, dass sie an einem Autorennen teilnehmen wollte, welches jedoch wegen eines starken Unwetters ausfiel. Ihr zweites Rennen bestritt Wilhelmine als Beifahrerin, ihr Gatte fuhr dabei. Die Strecke verlief von Nürnberg nach Kitzingen. Sie belegten den ersten Platz. Am 3. August 1901 ist sie zum ersten Mal als aktive Fahrerin mit einem "Wartburgrennwagen" (120 km/h) zu einem Autorennen angetreten. Die Rennstrecke startete in Eisenach, führte über Oberhof und Meiningen und letztlich wieder zurück nach Eisenach. Wilhelmine gewann den vierten Platz und ihr Mann Gustav den Zweiten.
Das Unternehmen der Ehrhardts ging im Jahr 1903 in Insolvenz, woraufhin die Familie nach Zella-Mehlis zog, um ihren Familienbetrieb weiter fortzuführen. Jedoch lief das Geschäft, wegen der hohen Preise, nicht mehr so gut wie in Eisenach. Aufgrund von Krankheiten und Alter zogen Wilhelmine und Gustav 1936 zu ihrer Tochter Marie nach Pforzheim. Beim Luftangriff auf Pforzheim am 23. Februar 1945 kamen Wilhelmine, ihr Ehemann Gustav, ihre Tochter Marie, verheiratete Huthsteiner, und ihre Enkelin in ihrem Haus ums Leben.